# Крижинка (хокейний клуб)
«Крижинка» — український хокейний клуб з міста Києва. З 1994 по 2000 рік виступав у Чемпіонаті України з хокею. Срібний призер чемпіонатів України 1996—1997.
Домашні ігри проводив на ковзанках «Крижинка» та «Льодова Арена». 
Офіційні кольори клубу синій та білий.

## Історія клубу
Клуб був заснований у 1994 році на базі ДЮСШ «Крижинка». У 1994 році клуб «Крижинка» взяв участь у другому Чемпіонаті України з хокею.
У сезоні 1995-1996 років об'єднався з клубом ХК «Політехнік» (Київ) і під назвою «Крижинка-КПІ» (Київ) для виступів у Східноєвропейській Хокейній Лізі.
У СЄХЛ ХК «Крижинка» виступав у сезонах 1996—97 (8-е місце), 1997—98 (10-е місце), 1998—99 (8-е місце), 1999—2000 (8-е місце).

### ХК «Ірбіс»
У 1999 році клуб змінив назву на ХК «Ірбіс», проте цю назву команда носила усього два місяці, після чого повернула стару назву ХК «Крижинка». Однак через фінансові труднощі команда знялась з чемпіонату України, її місце зайняв ХК «Київ».

## Відомі гравці
Кольори клубу захищали такі відомі гравці: Андрій Овчинников, Андрій Ніколаєв, Артем Гніденко, Олег Шафаренко, Вадим Селіверстов, Раміль Юлдашев, Віталій Доніка, Юрій Лясковський, Микола Ладигін, Юрій Шундров, Вадим Сибірко, Олег Благой, Олександр Побєдоносцев, Артем Бондарев, Сергій Харченко, Володимир Алексюк, Олександр Матвійчук, Володимирович Рябенко та ін.

## Досягнення
- 2-е місце у Чемпіонаті України з хокею 1997
- 3-є місце на Першому етапі у Чемпіонаті України з хокею 1999

## Керівництво
- Президент — Ігор Мулькін
- Тренери: Олексій Богінов